# Floortje Zwigtman
Floortje Zwigtman (Pseudonym, wirklicher Name: Andrea Oostdijk; * 13. November 1974 in Terneuzen) ist eine niederländische Autorin von Jugendbüchern, die vor allem in den Niederlanden, Belgien und Deutschland bekannt ist.

## Leben und Werk
Sie lebt und arbeitet in Südholland. Seit 2000 hat sie ein Büro zur Entwicklung und den Vertrieb von Materialien für Schulen und Museen. Dabei handelt es sich um Texte, verschriftlicht oder auch digital vom Leseanfänger bis zu pädagogischen Publikationen für Jugendliche und Erwachsene. Ihre Jugendbücher wurden mehrfach ausgezeichnet und von der Presse stark diskutiert. Ihr Debüt als Autorin hatte Zwigtman mit ihrem im Mittelalter spielenden Roman Wie Sonne und Mond (2002). In ihrer Adrian Mayfield-Trilogie (2008–2011) beschreibt sie das abenteuerliche Leben des jungen Homosexuellen Adrian Mayfield zur Zeit von Oscar Wilde (1894) und es gewann 2006 die Goldenen Eule und den Goldenen Kuss.
2012 war sie Jurymitglied der Auszeichnung Das außergewöhnliche Buch des Kinder- und Jugendprogramms des Internationalen Literaturfestivals Berlin.

## Literarische Bedeutung
Durch ihre Erfolge bei Presse und Publikum mit Wolfsrudel und der Adrian Mayfield-Trilogie gehört Floortje Zwigtman zu den bedeutendsten lebenden niederländischen Jugendbuchautoren. Auch in Deutschland gehört sie, vor allem dank der Adrian Mayfield-Bücher zu den bekannteren niederländischen Jugendbuchautoren. Besonders der erste Band der Trilogie bekam ein beeindruckendes Presseecho. Vor allem in den Niederlanden wird sie immer wieder als |Weiblicher Charles Dickens betitelt. Doch auch das Presseecho in Deutschland ist durchweg positiv. So hat Christina Hoffmann in der FAZ „einen eindrucksvollen Jugendroman“ gelesen, weist aber auch darauf hin, dass die Autorin „mit Eigensinn und Temperament das gängige Panorama von Motiven und Sujets des Jugendromans“ verschiebt. Für Hoffmann ist das Buch ein „eigenwilliger Jugendroman - und durchaus angreifbar“. Schon Zwigtmans Wolfsrudel erregte Kontroversen wegen seiner Gewalt. Über diesen Vorwurf zumindest bleibt ihr jüngstes Werk erhaben, strittig hingegen: „Fällt der Entwicklungsroman im Körperlichen zu explizit aus? Gehören Prostitution im Allgemeinen und homosexuelle im Besonderen in ein Jugendbuch?“ Für Frank Griesheimer von Die Welt ist dieses Buch, das von einer Erziehung des Herzens erzählt, „ein sinnlicher und intellektueller Lesegenuss auch für Erwachsene. Doch es ist besonders für Jugendliche zu empfehlen. Weil es sie als Suchende und Ausprobierende ernstnimmt, sie nicht unterfordert und mit bloßer Unterhaltung abspeist. Dem Verlag ist zu danken, dass er dieses kühne Buch den deutschen Lesern zugänglich macht“. Petra Bäni vom Schweizerischen Institut für Kinder- und Jugendmedien „zeigt sich der Roman der niederländischen Kultautorin als impressionistisches Meisterwerk. Ein Bild-Text-Konglomerat, welches die Seelenzustände eines Siebzehnjährigen wiederzugeben vermag und die LeserInnen mit den Selbsteinsichten des Protagonisten immer wieder überraschende Wendungen erleben lässt. Es ist ein Märchen, ein Geschichtsbuch, eine Biografie, in welcher die Suche nach sich selbst im Zentrum steht. Ein Wälzer, der für ältere Jugendliche und Erwachsene das Zeug zu einem Klassiker hat“. Auch der Hamburger Kinder- und Jugendliteraturforscher Horst Künnemann lobt in der Süddeutschen Zeitung den offenen Umgang der Autorin mit Homosexualität im Jugendbuch. Für ihn meistert Zwigtman „souverän in ihrem großen Roman Ich, Adrian Mayfield die im Jugendbuch immer noch heikle Problematik. Stilsicher, bildgewaltig, szenenmächtig und kongenial übersetzt von Rolf Erdorf, eröffnet sie ein facettenreiches Zeitpanorama, bei dem sie die Biographien historischer Persönlichkeiten wie Oscar Wilde und seiner Freunde mit den Geschichten fiktiver Personen wie Adrian und seinem Malerfreund Trops verbindet. Daraus entsteht ein gelungenes Gemisch von Adoleszenz-, Gesellschafts- und Epochen-Roman, das ein eindrucksvolles Bild der Londoner Gesellschaft entwirft“. Künnemann führt weiter aus, dass Zwigtman es schafft, „durch Detailgenauigkeit, brillante Personenzeichnung und atmosphärisch dichtes Ambiente den Lesenden anzuziehen, eine Kunst, die sie schon in ihrem vielbeachteten historischen Roman Wolfsrudel (Gerstenberg ) bewies“.

## Bibliografie
- Übersetzungen ins Deutsche
  - 2002: Wie Sonne und Mond, Nagel & Kimche Verlag, Original: Spelregels (2001)
  - 2006: Wolfsrudel, Text: Floortje Zwigtman, Übersetzung aus dem Niederländischen: Rolf Erdorf, Verlag: Gerstenberg, Original: Wolfsroedel (2002)
  - 2008–2011: Adrian Mayfield-Trilogie (Original: Een groene bloem-Trilogie, 2005–2010)
    - 2008: Ich, Adrian Mayfield, Text: Floortje Zwigtman, Übersetzung aus dem Niederländischen: Rolf Erdorf, Verlag: Gerstenberg, Original: Schijnbewegingen (2005)
    - 2009: Adrian Mayfield – Versuch einer Liebe, Übersetzung aus dem Niederländischen: Rolf Erdorf, Verlag: Gerstenberg, Original: Tegenspel (2007)
    - 2011: Adrian Mayfield – Auf Leben und Tod, Übersetzung aus dem Niederländischen: Rolf Erdorf, Verlag: Gerstenberg, Original: Spiegeljongen (2010)
- bislang unübersetzt
  - 2007: Kersenbloed (Vorgeschichte zur Adrian Mayfield-Trilogie)
  - 2007: Mispunt!
  - 2008: Merels grote varkensvakantie
  - 2008: Haat kwadraat (Geschichte für Jugendliche mit Leseproblemen)
  - 2008: De Gifzuster
  - 2009: Leeuwenmoed

## Auszeichnungen
- 2006: Die Besten 7 Bücher im September für Wolfsrudel
- 2006: Gouden Uil für Ich, Adrian Mayfield
- 2006: Gouden Zoen für Ich, Adrian Mayfield
- 2012: Einladung ins Kinder- und Jugendprogramm des 12. internationalen literaturfestivals berlin
- Golden Uil für Wolfsrudel
- Silver Kiss Avard für Wolfsrudel